# Сокорро (Техас)
Сокорро (англ. Socorro) — місто (англ. city) в США, в окрузі Ель-Пасо штату Техас. Населення — 34 306 осіб (2020).

## Географія
Сокорро розташоване за координатами 31°38′29″ пн. ш. 106°15′45″ зх. д. / 31.64139° пн. ш. 106.26250° зх. д. (31.641289, -106.262580).  За даними Бюро перепису населення США в 2010 році місто мало площу 57,13 км², з яких 57,07 км² — суходіл та 0,06 км² — водойми.

## Демографія
Згідно з переписом 2010 року, у місті мешкало 32 013 осіб у 8792 домогосподарствах у складі 7703 родин. Густота населення становила 560 осіб/км².  Було 9313 помешкання (163/км²).
Расовий склад населення:
| - 94,3 % — білих - 1,6 % — корінних американців - 0,2 % — чорних або афроамериканців - 0,1 % — азіатів - 2,9 % — осіб інших рас |

До двох чи більше рас належало 0,8 %. Частка іспаномовних становила 96,7 % від усіх жителів.
За віковим діапазоном населення розподілялося таким чином: 32,5 % — особи молодші 18 років, 58,8 % — особи у віці 18—64 років, 8,7 % — особи у віці 65 років та старші. Медіана віку мешканця становила 29,5 року. На 100 осіб жіночої статі у місті припадало 93,1 чоловіків;  на 100 жінок у віці від 18 років та старших — 90,7 чоловіків також старших 18 років.
Середній дохід на одне домашнє господарство  становив 39 445 доларів США (медіана — 30 789), а середній дохід на одну сім'ю — 41 667 доларів (медіана — 32 254). Медіана доходів становила 30 069 доларів для чоловіків та 20 459 доларів для жінок. За межею бідності перебувало 33,5 % осіб, у тому числі 45,5 % дітей у віці до 18 років та 29,2 % осіб у віці 65 років та старших.
Цивільне працевлаштоване населення становило 12 207 осіб. Основні галузі зайнятості: освіта, охорона здоров'я та соціальна допомога — 20,3 %, роздрібна торгівля — 12,3 %, будівництво — 11,3 %.